# Ilona-völgyi vízesés
Ilona-völgyi vízesés är ett vattenfall i Ungern.   Det ligger i provinsen Heves, i den centrala delen av landet, 90 km nordost om huvudstaden Budapest. Ilona-völgyi vízesés ligger 478 meter över havet.
Terrängen runt Ilona-völgyi vízesés är huvudsakligen kuperad, men norrut är den platt. Runt Ilona-völgyi vízesés är det ganska tätbefolkat, med 52 invånare per kvadratkilometer. Närmaste större samhälle är Parádsasvár, 7,3 km nordväst om Ilona-völgyi vízesés. I omgivningarna runt Ilona-völgyi vízesés växer i huvudsak lövfällande lövskog.